# Руда-Маленецька
Руда-Маленецька (пол. Ruda Maleniecka) — село в Польщі, у гміні Руда-Маленецька Конецького повіту Свентокшиського воєводства.
Населення — 562 особи (2011).
У 1975-1998 роках село належало до Келецького воєводства.

## Демографія
Демографічна структура на день 31 березня 2011 року:
|          | Загалом | Допрацездатний вік | Працездатний вік | Постпрацездатний вік |
| -------- | ------- | ------------------ | ---------------- | -------------------- |
| Чоловіки | 268     | 46                 | 191              | 31                   |
| Жінки    | 294     | 54                 | 166              | 74                   |
| Разом    | 562     | 100                | 357              | 105                  |